# Rem Koolhaas
Remment Lucas Koolhaas (* 17. listopadu 1944 Rotterdam) je nizozemský architekt a profesor architektury a urbanismu na Harvardově univerzitě. Vystudoval filmovou akademii v Amsterdamu a pak architekturu nejdříve v Londýně a poté na Cornell University v Ithace. Je ředitelem společnosti Office for Metropolitan Architecture (OMA), kterou v roce 1975 pomohl založit. V roce 2000 získal Pritzkerovu cenu. V roce 2008 ho časopis Time zařadil do svého celosvětového žebříčku 100 nejvlivnějších lidí.

## Život

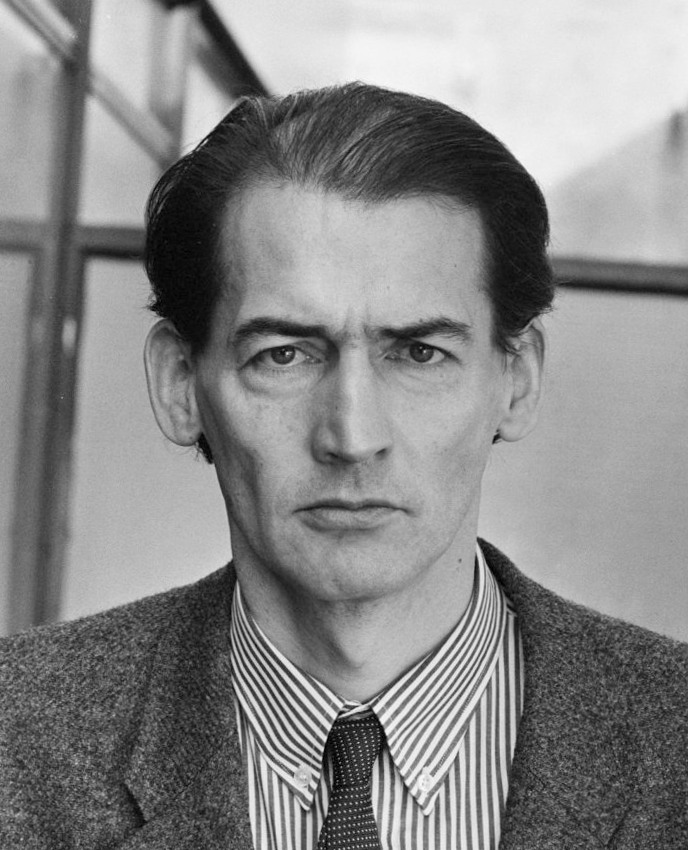
Rem Koolhaas (1987)

Narodil se v roce 1944 v Rotterdamu a v dětství pobýval 4 roky (1952–1956) v Indonésii. Po studiích na filmové akademii v Amsterdamu působil jako autor scénářů a redaktor listu Haagse Post. Architekturu pak vystudoval na Architectural Association School of Architecture v Londýně a Cornell University v Ithace.
V roce 1972 získal stipendium v USA, kde v New Yorku studoval ovlivnění architektury kulturou velkoměsta; své poznatky shrnul v knize z roku 1978 Delirious New York: A Retroactive Manifesto of Manhattan (česky: Třeštící New York/Retroaktivní manifest pro Manhattan, 2008).
V Londýně založil v roce 1975 společně s řeckými architekty Eliou a Zoe Zenghelisovými a svojí ženou, nizozemskou malířkou Madelon Vriesendorpovou, Office for Metropolitan Architecture (OMA). Rem Koolhaas patří mezi architekty, kteří ve svém díle uplatňují principy dekonstruktivismu. Disharmonie v jeho projektech je záměrnou součástí konečného architektonického výrazu.
V roce 1988 proběhla v Muzeu moderního umění (MoMA) v New Yorku výstava s názvem Deconstructivist Architecture, na které představili svoji tvorbu kromě Rema Koolhaase architekti Frank Gehry, Peter Eisenman, Daniel Libeskind, Zaha Hadid, Bernard Tschumi a rakouská architektonická kancelář Coop Himmelb(l)au.

## Dílo
Mezi známé práce Rema Koolhaase patří například Bordeaux House (Maison à Bordeaux) z betonu, dřeva a skla, navržený v roce 1998 pro rodinu nakladatele Jean Francois Lemoine, upoutaného po autonehodě na invalidní vozík. Jedná se o tři různě řešené domy, postavené na sebe, propojené středovým výtahem s plošinou pro vozíčkáře.
Další známou stavbou je koncertní hala Casa da Música v portugalském Portu z roku 2005, řešená jako betonový mnohostěn s nakloněnými pilíři. Stavba je doplněna ocelovými konstrukcemi, které podporují velké prosklené plochy stěn ze speciálního vlnitého skla. Kromě evropských zemí zrealizoval Rem Koolhaas své projekty také v USA a Asii.

### Další realizované stavby a projekty (výběr)
- 1988: Euralille (urbanistický projekt) a Lille Grand Palais, Lille
- 1988: Taneční divadlo, Haag
- 1991: Villa dall’Ava, Saint-Cloud u Paříže
- 1991: Nexus Housing, Fukuoka
- 1993: Kunsthal, Rotterdam
- 1997: Educatorium, Utrecht
- 1998: Maison à Bordeaux, Bordeaux
- 2003: McCormick Tribune Campus Center, IIT Chicago
- 2003: Nizozemská ambasáda, Berlín
- 2004: Seattle Central Library, Seattle
- 2004: Leeum, Samsung Museum of Art (část), Soul
- 2005: Casa da Música, Porto
- 2009: CCTV Headquarters, Peking
- 2015: Taipei Performing Arts Centre, Tchaj-pej

## Ocenění
- 1986 – Rotterdam Maaskant Prize
- 1991 – Cena Francouzské akademie architektury (Villa Dall'Ava u Paříže)
- 1992 – Cena za nejlepší budovu v Japonsku (Nexus Housing, Fukuoka)
- 1992 – Antonio Gaudí Prize (urbanistický projekt EURALILLE, Lille)[9]
- 1999 – Cena nizozemské vlády (Almere Masterplan)
- 2000 – Pritzkerova cena
- 2003 – Praemium Imperiale
- 2004 – Royal Gold Medal – RIBA
- 2005 – Cena Miese van der Rohe (Nizozemská ambasáda, Berlín)
- 2010 – Zlatý lev za celoživotní dílo na 12. mezinárodní výstavě architektury, Benátky[10]

## Galerie

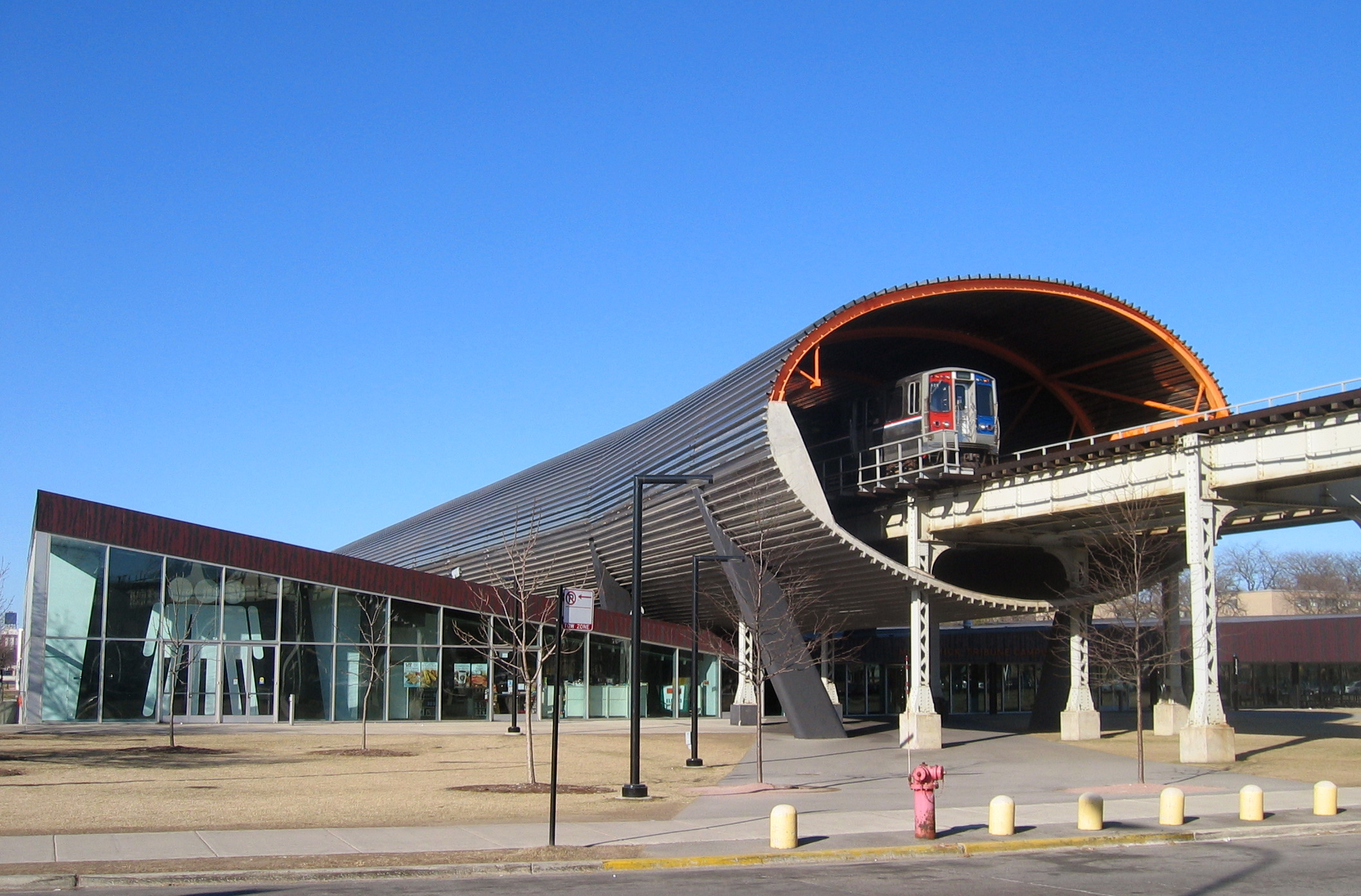
McCormick Tribune Campus Center Rem Koolhaas Chicago, USA
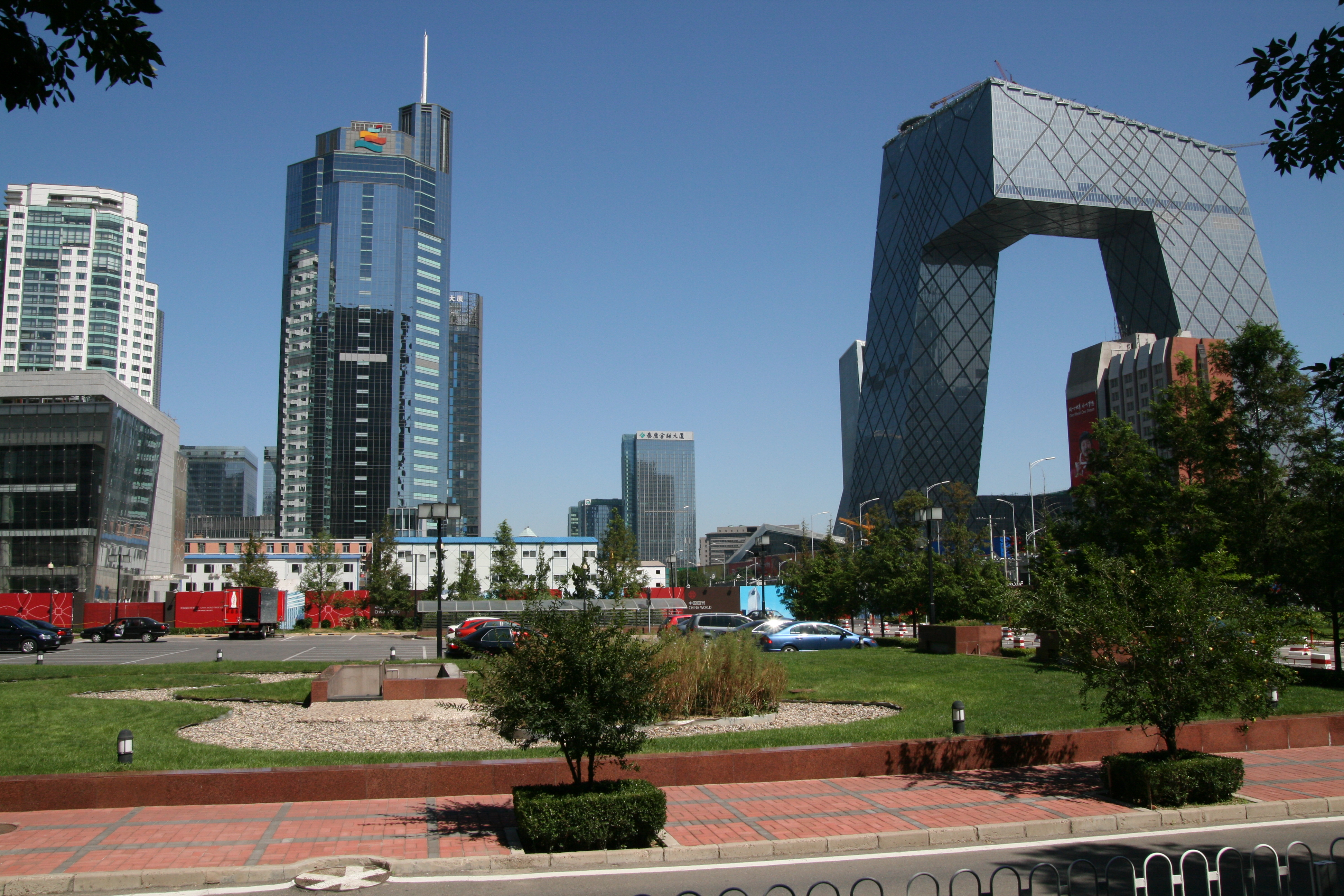
CCTV Headquarters Rem Koolhaas (OMA) Peking, Čína
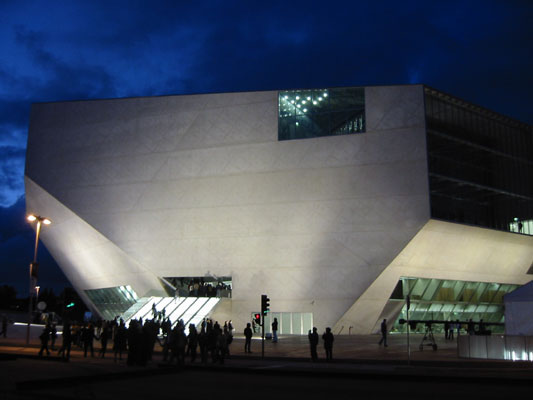
Casa da Música Rem Koolhaas Porto, Portugalsko
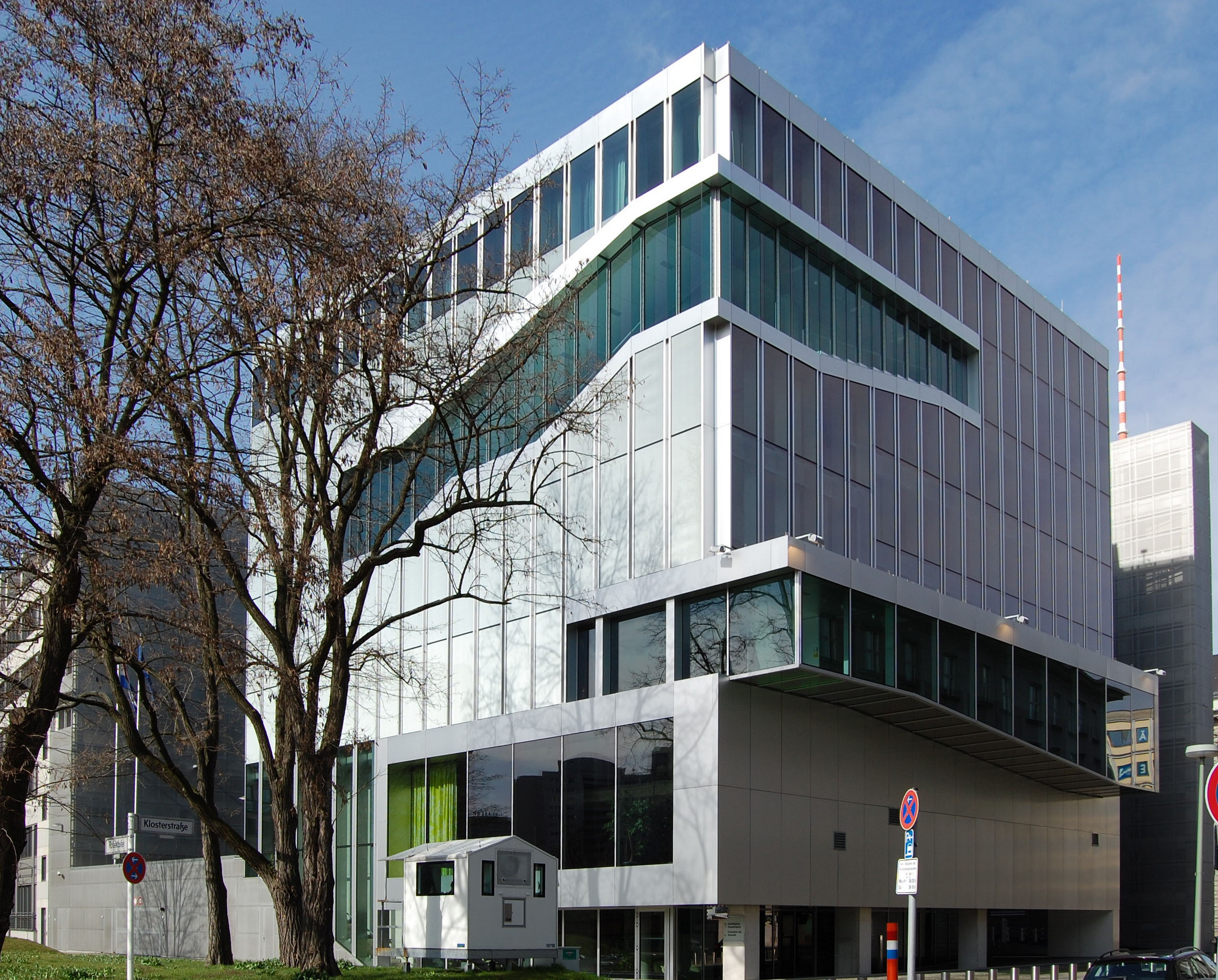
Nizozemská ambasáda Rem Koolhaas Berlín, Německo
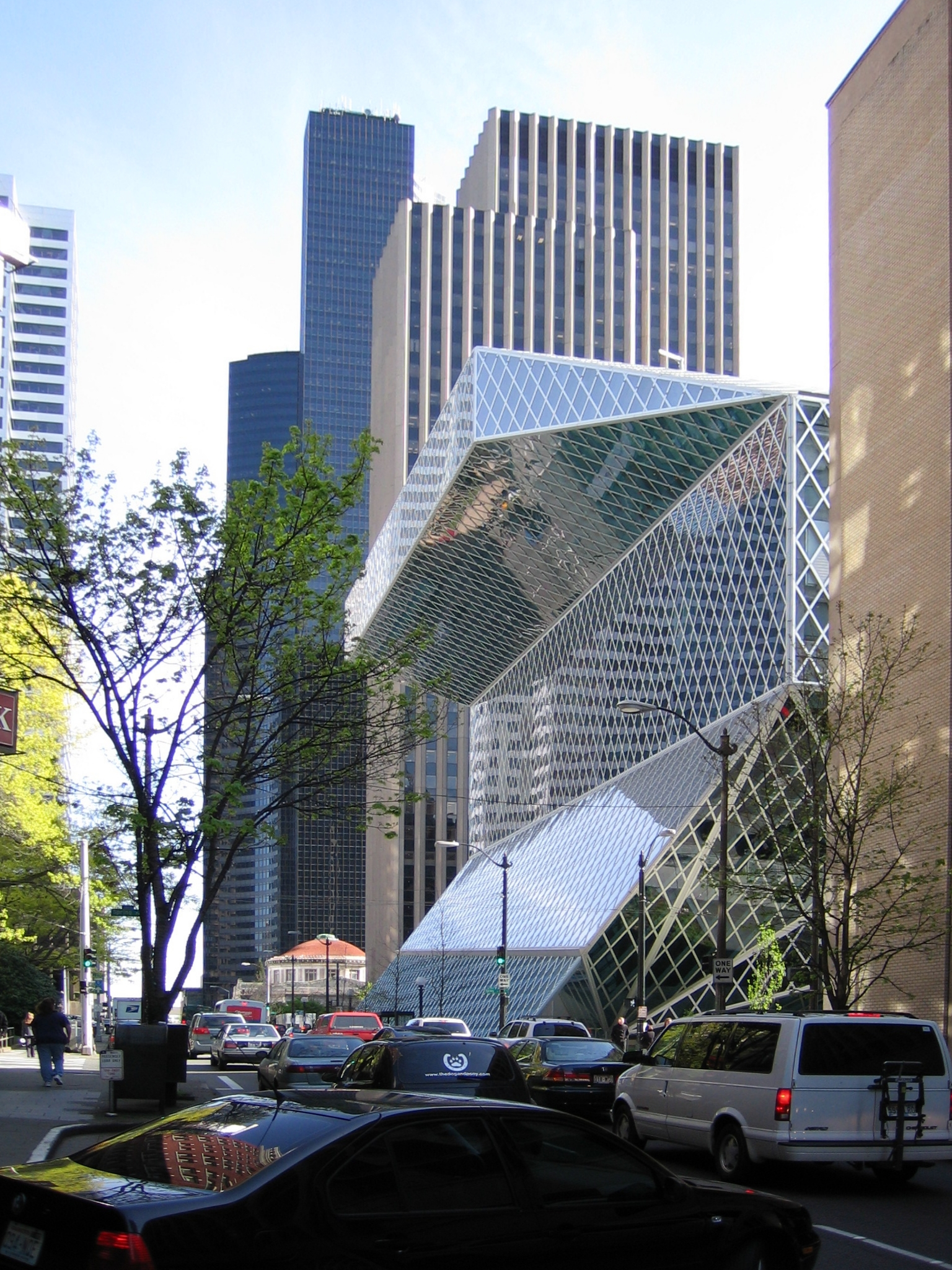
Seattle Central Library Rem Koolhaas Seattle, USA
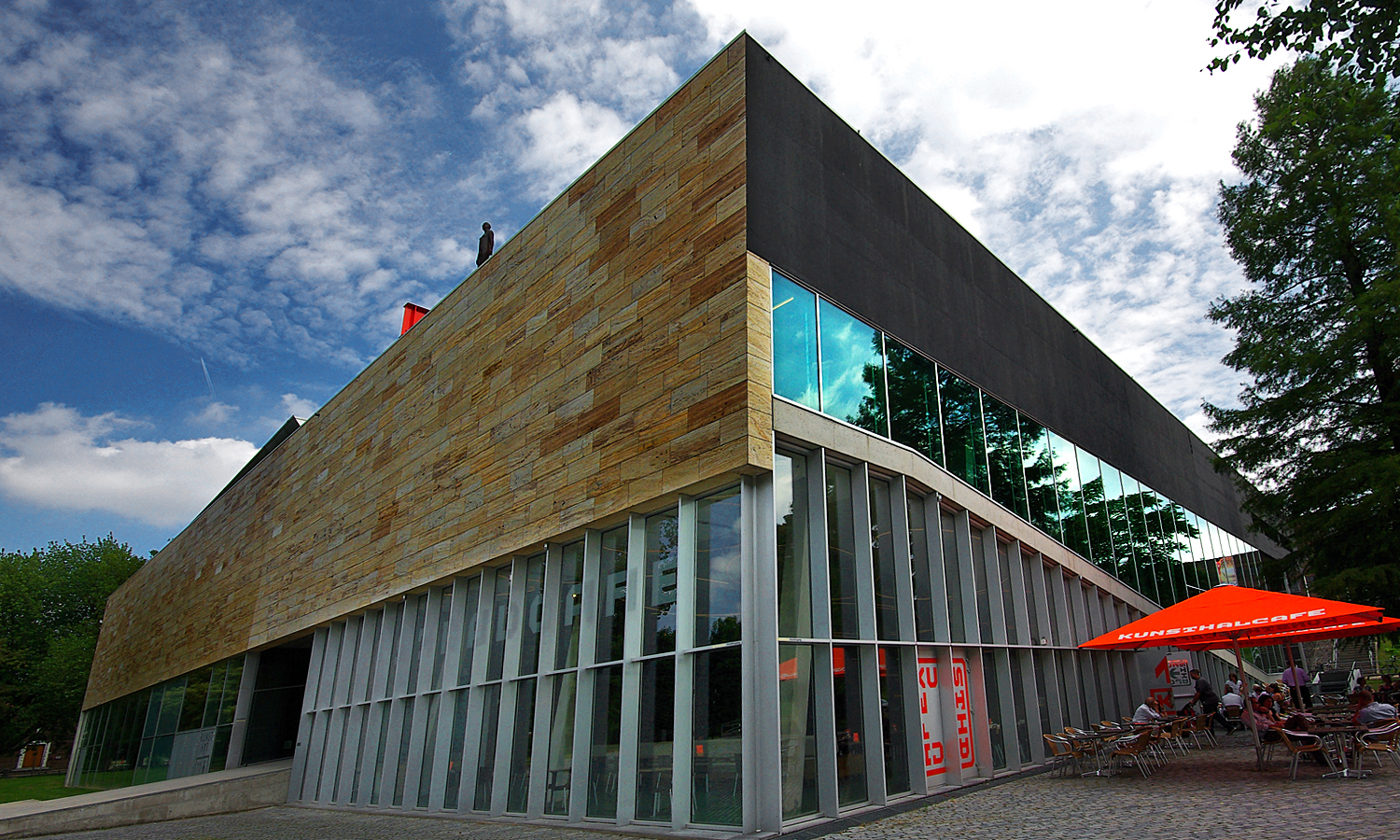
Kunsthal Rotterdam Rem Koolhaas (OMA) Rotterdam, Nizozemsko
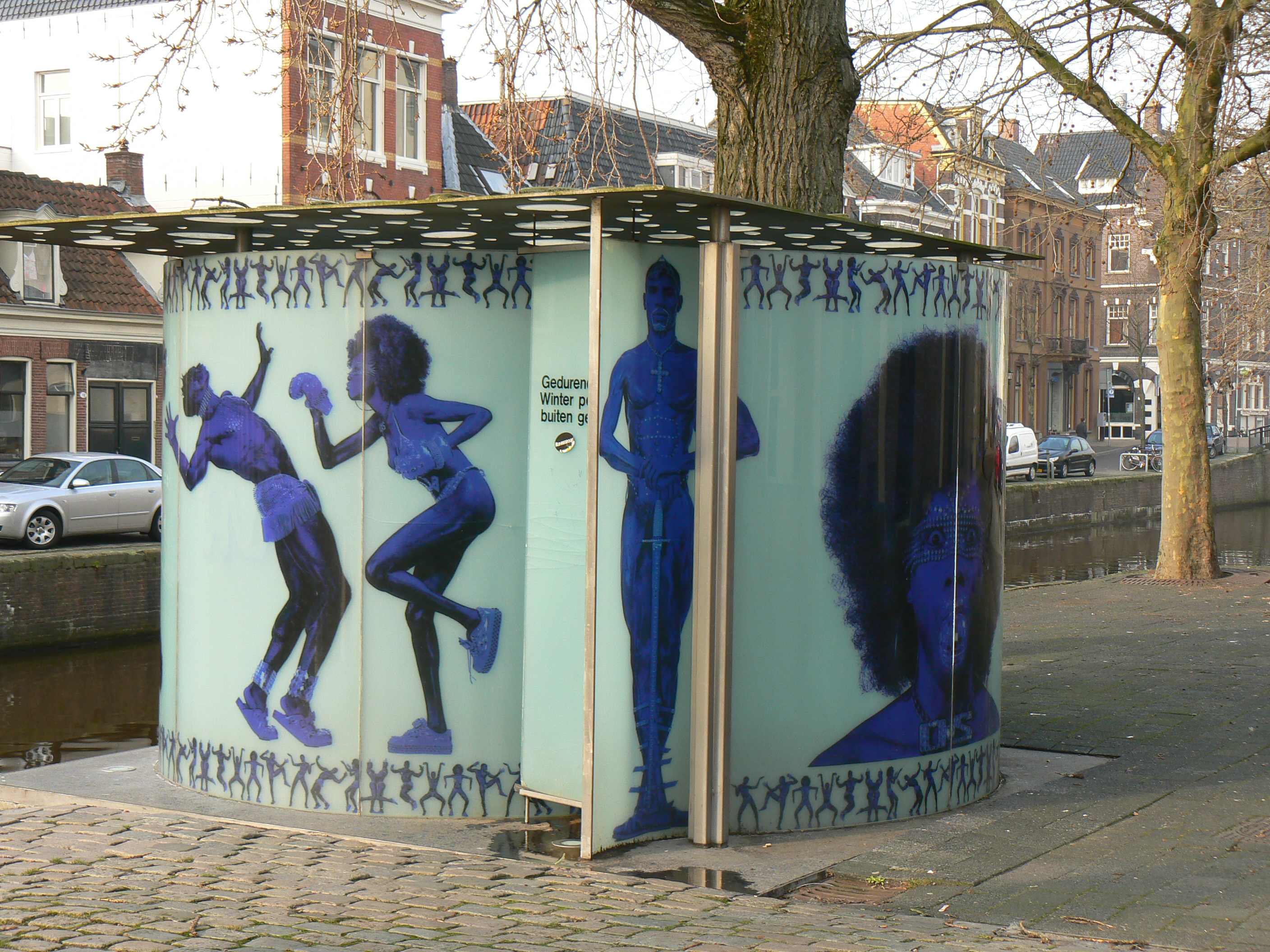
Veřejné WC Rem Koolhaas (OMA) a Erwin Olaf Groningen, Nizozemsko
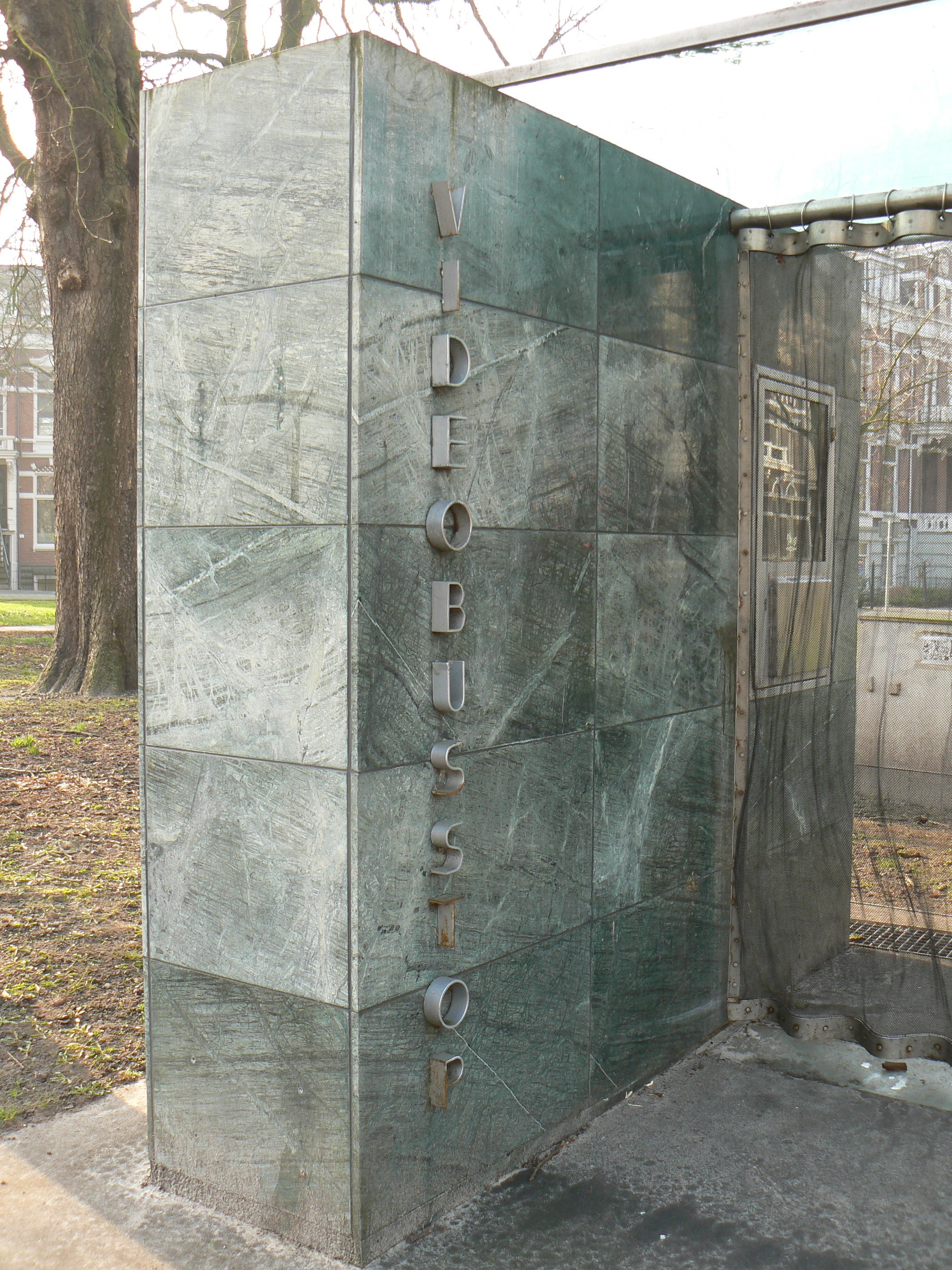
Autobusová zastávka Rem Koolhaas (1990) Groningen, Nizozemsko
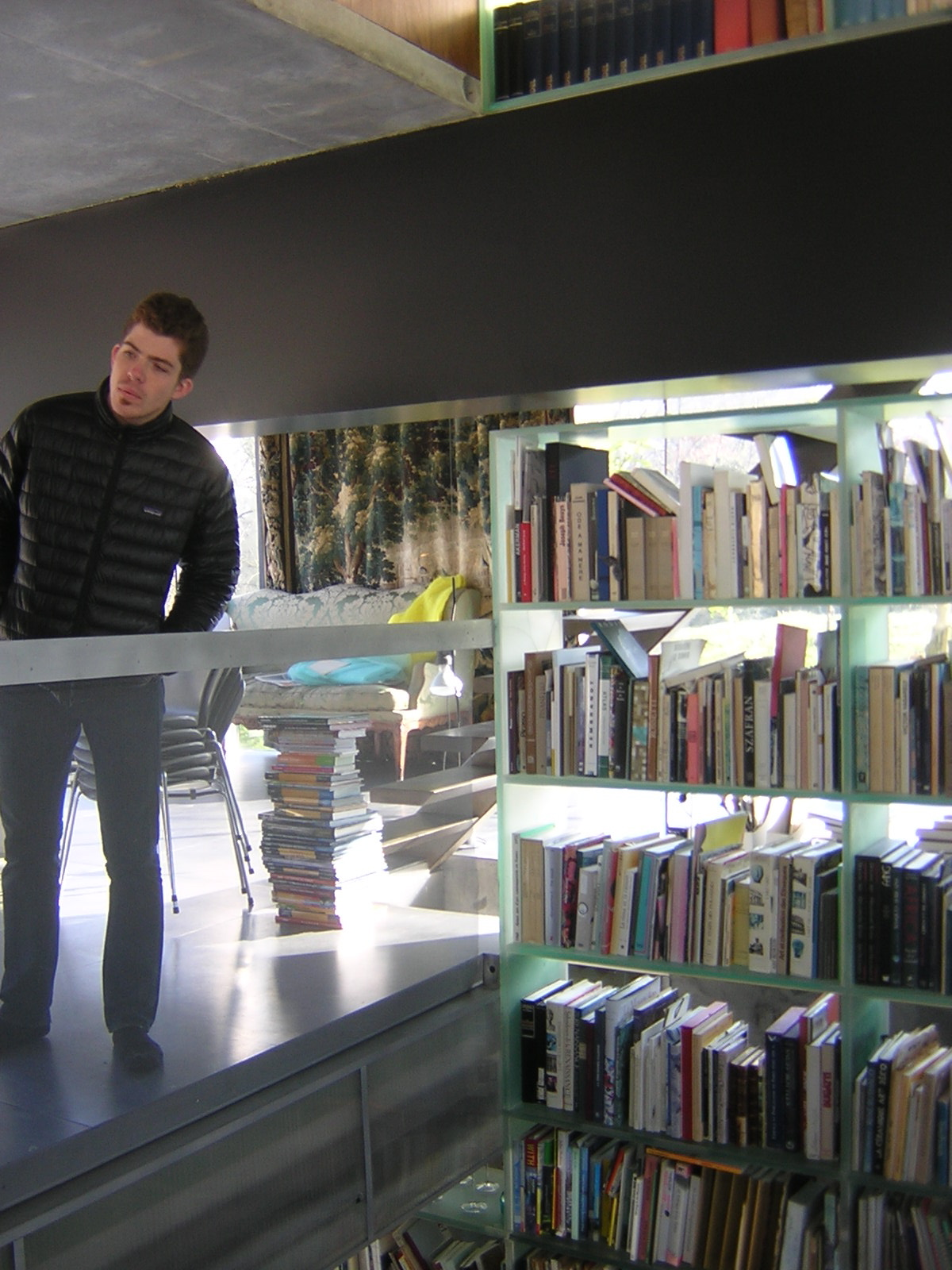
Maison à Bordeaux (interiér) Rem Koolhaas (OMA) Bordeaux, Francie
Návrh evropské vlajky Rem Koolhaas